# برسبيتر شيخ
 presbiteros: شيخ
الكلمة الأصلية: πρεσβύτερος، α، ον
صرف: صفة
الترجمة الحرفية: presbiteros
تهجئة صوتية: (pres-bee'-ter-os)
التعريف: شيخ
الاستعمال: شيخ، يستخدم عادة كبديل؛ شيخ، عضو في السنهدريم، شيخ من طائفة مسيحية.
ان كلمة الشيخ أو القسيس (من اليونانية πρεσβύτερος ، بريسبيتيروس: «شيخ» أو «كاهن» المستخدمة في المسيحية) في العهد الجديد يشير إلى ناظر أو قائد في التجمعات المسيحية المحلية، مع الإشارة إلى « بريسبيتيروس» اليونانية لكبار السن / السيد،
و "episkopos" ابيسكوبوس التي تعني المشرف، يشير حصريًا عند الكاثوليك وغيرهم إلى منصب الأسقف، ولكن الكثيرين اليوم يفهمون ان كلمة شيوخ على أنهم يشيرون إلى نفس الشخص الذي يؤدي وظيفة المسؤول أو الناظر. 
في الاستخدام الكاثوليكي والأرثوذكسي الحديث، يعتبر الشيخ، على عكس الأسقف، مرادفًا للكاهن . ومع ذلك، في الاستخدام السائد (الأغلبية) للبروتستانتية، لا يُنظر إلى المصطلح على أنه عضو في الكهنوت أو الإكليروس، ولكن بدلاً من ذلك، يتم استخدام مصطلحات مثل الراعي والقس والشيخ . في الكنيسة المشيخية، والتي اشتق اسمها من «الشيخ»، ينقسم الكهنة إلى فئتين: الشيوخ المعلمين (القساوسة، المكرسين للتبشير وتنفيذ الأسرار المقدسة [[المعمودية]] والعشاء المقدس ] ، في الغالب) والشيوخ الحكام , الذين هم متطوعون ومنتخبون من باقي أعضاء الكنيسة.

## علم أصول الكلمات
كلمة شيخ مشتقة من اليونانية πρεσβύτερος (الشايب أو الكبير العمر،«الرجل العجوز».برسبيس (presbys)  ومع ذلك، في حين أن أصل الكلمة الإنجليزية كاهن (priest) هو كبار السن كأصل اشتقاقي من اليوناني،  فإن الكلمة اليونانية المميزة presbyteros / episkopos لكلمة «قسيس أو خوري» لا تُستخدم أبدًا للإشارة إلى كاهن أو قسيس / episkopos في العهد الجديد، إلا كجزء من الكهنوت العام للجميع. كان المسيحيين الأوائل يميزون بين الكهنة اليهود والكهنة الوثنيين وخدام العهد الجديد. فان كلمات التبيجيل والمناصب (اب اقدس وبابا ومطران وخوري واسقف)التي تلت لم يكن لها اصل في المسيحية الاولية.
ويأتي هذا اللقب من اللاتينية antianus, وفي الفرنسي القديم Ancien والبرتغالية anciao في إشارة إلى شخص في سن متقدمة، قديم الايام، عجوز، جليل، محترم.
الكلمة العبرية المعادلة هي za qen زقن وتشير إلى قادة إسرائيل القديمة، سواء داخل مدينة أو قبيلة أو على المستوى الوطني.
مصطلح بادري بالاسباني padre ، تعني أب , تستعمل في كل اميركا اللاتينية، هو شكل من أشكال الاحترام للشيخ أو الحوري أو القس في الكنيسة الكاثوليكية والكنيسة الأرثوذكسية وبعض التيارات البروتستانتية، كما هو الحال في الأنجلوكاثوليكية أو في التجمعات القديمة الناطقة بالبرتغالية للكنيسة الإصلاحية الهولندية، مثل الأب اليسوعيين والمريميين الخ...

## تاريخ
كان أقدم تنظيم للكنيسة الاولية في القدس، وفقًا لمعظم العلماء، شبيهًا بتنظيم المعابد اليهودية، إلا أنه يوجد بها مجلس أو جمعية من كبار السن (من اليونانية: الشيوخ ). نرى نظامًا للجمعيات الحكومية في القدس برئاسة يعقوب أخا الرب، وفقًا للتقليدالرسول بولس امر بتعيين أسقف أول ابيسكوبو للمدينة وشيوخًا في الكنائس التي أسسها.
ان كلمة شيخ أو بريسبيتر لم تميز بشكل واضح من كلمة المشرف (ἐπίσκοποι episkopoi، واستخدمت في وقت لاحق حصرا على أنها تعني المطران في الكنائس الكاثوليكية والاورثودوكسية)، على سبيل المثال، تُظهر الكتابات المبكرة للآباء الرسوليين، وديداكي، ورسالة كليمانس الأولى، أن الكنيسة استخدمت مصطلحين لمناصب الكنيسة المحلية - الشيوخ (ينظر إليهم الكثيرون على أنهم مصطلح قابل للتبديل مع الأساقفة أو الرؤساء بوضع الاشراف) والشمامسة أو الخدام دياكونوس.

## منظمة دينية
تقدر بعض الديانات الشخصية الجليلة لكبار السن، مثل za · qen في الديانة العبرية القديمة لتناخ ،  قادة إسرائيل القديمة سواء في مدينة أو قبيلة أو على الصعيد الوطني. وتقدر الديانات السامية الأخرى سلطة كبار السن الجليلة، مثل الشيخ المسلم، والحكم في الخارسمية، و العقال عند الدروز.
في المسيحية المبكرة كان هناك شخصية الكاهن (اليونانية، πρεσβυτερος ، بريسبيتيروس )، والتي كانت في الأصل قائدًا لكنيسة جماعة محلية،  ومصطلح الأسقف باليونانية : ἐπίσκοπος ، المشرف، ) بقيت حتى منتصف القرن الثاني، عندما نشأ التمييز بين الأسقف (المشرف على عدة تجمعات) والشيخ (زعيم المجتمع المحلي) في الكنائس في ذلك الوقت.والإكليروس وعامة الشعب اسوة باليهود وعباد الاوثان.

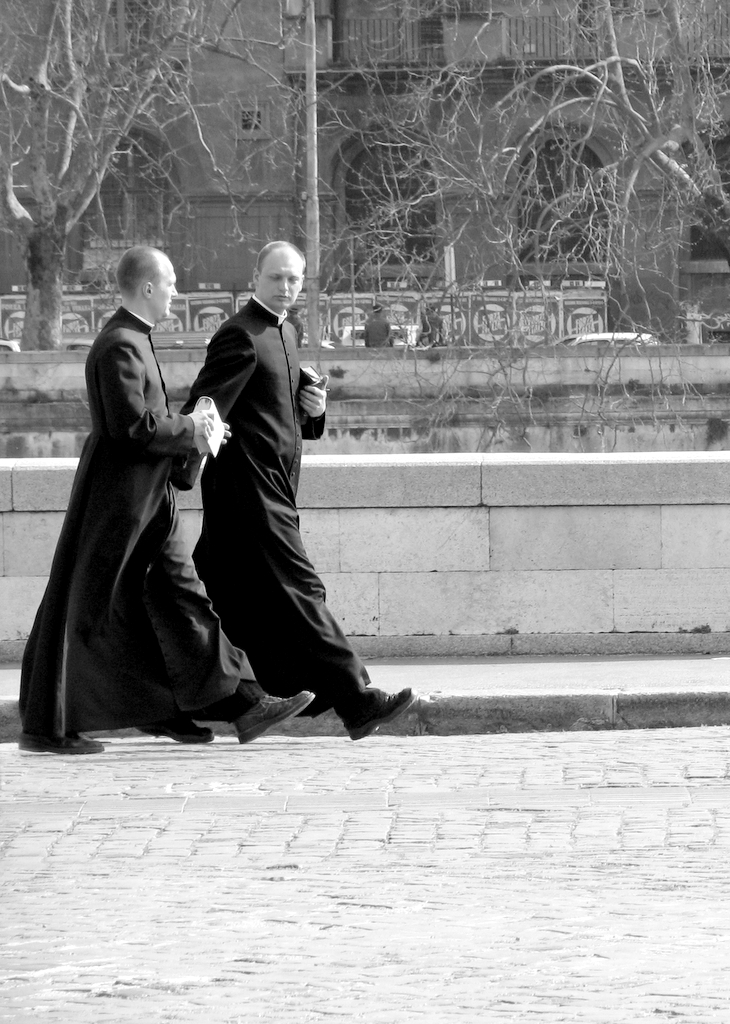
الآباء في روما.

أُعطي اسم الكاهن أو خوري إلى الأساقفة في القرن الثاني بسبب الموقف الأبوي الذي تعاملوا به مع عامة الشعب.
Categoria:!Artigos que carecem de notas de rodapé desde junho de 2017
 Sem Tema
في الكنيسة الكاثوليكية، بريسبيتر (الكاهن) هو الذي ينال سر النظام في درجته الثانية، الدرجة الأولى هي درجة شماس أو خادم، دياكونو والدرجة الثالثة أسقف, ابيسكوبو. لذلك، تعتبر مرحلة وسيطة في التسلسل الهرمي لرجال الدين الكاثوليك. إنه يستخدم اللقب الديني للكاهن، من الكلمة اللاتينية باتر ، والتي تعني: «الأب [بالمعنى الديني]». بناءً على دورك في الرعية، إذا كنت تعمل في واحدة، يمكنك أن تكون كاهنًا للرعية ، إذا كنت أعلى سلطة دينية في الرعية، أو نائبًا ، إذا كنت تابعًا لكاهن آخر في نفس الرعية.

نموذج لشعار نبالة شيخ كاثوليكي

قبل أن يُرسم كاهنًا، يصبح المرشح شماسًا ويعد أسقفه بالعفة والطاعة والفقر. في الكنائس الكاثوليكية للطقوس الشرقية ، يمكن للرجال المتزوجين بالفعل أن يصبحوا كهنة. في الكنيسة الكاثوليكية للطقوس اللاتينية ، يجب أن يكون الكهنة رجالًا عازبين. كما يجب ان يعد بعمل صلاة الساعات لشعب الله كل يوم والاحتفال بالإفخارستيا أو القداس الإلهي.

### الكنيسة الأرثوذكسية
في المسيحية الأرثوذكسية، يمكن للكهنة أن يتزوجوا قبل الرسامة،

### البروتستانتية
تطلق معظم الكنائس البروتستانتية على شيوخها الرسميين قساوسة.
في الكنيسة اللوثرية، الرعاة مسؤولون عن القطيع المسيحي، وشيوخ الكنائس المحلية هم جزء من الحكومة الكنسية، يجتمعون ويتداولون في المجمع الكنسي الإقليمي الذي يمثل مجتمعاتهم.
في الكنائس المصلحة والمشيخية (كلاهما من اصول كالفينية)، الشيخ هو الزعيم الروحي لمجتمع مسيحي (أو أبرشية).
عادة ما يتم التمييز بين تعليم الكبار وكبار السن الحاكمين. الشيخ المتعلم هو الراعي المسؤول عن تعليم الكنيسة. في تلك الكنائس بعد أن قضوا وقتهم في الإكليريكية. الشيخ الحاكم هو الشيخ نفسه، المسؤول مع الراعي عن إدارة الكنيسة.
كقاعدة عامة، كما هو الحال مع الكنيسة المشيخية في البرازيل، يتم انتخاب الكاهن الرئيس من قبل المجتمع لفترة محددة. مع نهاية فترة ولايته، يتوقف عن ممارسة وظائفه بطريقة نشطة، مع ذلك، والحفاظ على مكانة الشيخ، لأن السيامة لا تمحى.
تستخدم الطوائف المسيحية الأخرى مصطلح قسيس (أو شيخ) كمؤهل ديني معترف به لزعيم مسيحي للكنيسة المحلية، ويعيّن الأسقف المنصب الذي يشغله.
في الطوائف الحكومية الأسقفية، مثل الأنجليكان والمورافيين والميثوديين، لديهم ثلاثة أوامر وزارية: الأساقفة، والشيوخ والشمامسة. يُطلق على الشيخ ذو الاختصاص الإقليمي اسم الأسقف.
في كثير من الحالات، تخضع كل كنيسة محلية لإدارة الكاهن أو شيخ، أي من قبل لجنة من الشيوخ أو مجموعة من الشيوخ وليس من قبل التسلسل الهرمي الأسقفي. يحكم ما يسمى بأخوة بليموث مجموعة من الشيوخ العاديين، دون تسلسل هرمي فيما بينهم.
في بعض الحالات، يُدعى رئيس الشيوخ في الكنيسة المحلية قساو راعي . هذا هو الحال بالنسبة لمعظم الكنائس المعمدانية.
في حالة الأدفنتست السبتيين، يستخدم المصطلح لوصف من يدير الكنيسة المحلية بأنه الشيخ الذي يشرف عليه القس.
لها نفس دور الراعي، أي يمكن توجيهه لإدارة الجماعات في المدينة تحت التوجيه الرعوي
Categoria:!Artigos que carecem de notas de rodapé desde junho de 2017
 Sem Tema

### الديانات المسيحية الأخرى
يستخدم شهود يهوه لقب الشيخ أيضًا.وهم مكلفون بالإرشاد والمساعدة في حماية الجماعة روحياً؛ أخذ زمام المبادرة كل أسبوع في اجتماعات الجماعة. كما أنهم يشاركون بنشاط في عمل الكرازة، ويرافقون المؤمنين ويدربونهم؛ ويقومون بزيارات اجتماعية ورعائية ويقدمون التشجيع الروحي للمؤمنين في منازلهم.
من تعاليمهم، أنه ممنوع تقاضي رواتب داخل الدين لانه عبادة لله وليس تجارة، فرجال الدين المدفوعي الاجر هو ممنوع تمامًا بينهم (متى 10: 8)، ويجب على كل شيخ أو خادم، العمل والحفاظ على أسرته من جيبه.
تدعو كنيسة يسوع المسيح لقديسي الأيام الأخيرة (المورمون) كاهنها بأنه المسن باللغة الإنجليزية Elder ، وهو ما يعني شيخًا .